# Abel Barbin
Pour les articles homonymes, voir Barbin.
Abel Barbin, né Herculine Barbin, (8 novembre 1838 - 13 mars 1868), est une personne intersexe française assignée femme à la naissance, et réassignée homme une vingtaine d'années plus tard après un examen médical.

## Biographie
Les informations concernant la vie d'Abel Barbin proviennent des Mémoires qu'il a écrits et qui ont été publiés après sa mort.
Adélaïde Herculine Barbin naît à Saint-Jean-d'Angély en 1838. Considérée comme une fille, l'enfant est élevée comme telle, et ses parents prennent l'habitude de l'appeler Alexina. Sa famille est pauvre. Son père est sabotier et habite rue de Jélu. Pourtant, Alexina reçoit une bourse pour étudier à l'école appartenant à un couvent d'Ursulines. Là, elle tombe amoureuse d'une condisciple de famille aristocratique. Se considérant comme une fille peu attirante, elle se rend la nuit dans la chambre de son amie, ce qui lui vaut des punitions.
En 1856, à dix-sept ans, Alexina Barbin commence des études pour devenir institutrice dans une école normale tenue par des religieuses. À la puberté, elle n'a pas de règles et son torse reste plat. Sa voix est celle d'une femme, avec parfois des intonations masculines. Le dessus de ses lèvres, ainsi que ses joues et ses bras sont couverts d'un léger duvet.
Alexina Barbin obtient en fin 1857 un poste d'adjointe dans une école de jeunes filles et tombe amoureuse d'une des filles de la directrice du pensionnat, « Sara », qui s'occupe des classes inférieures. Elles deviennent amantes. Cette situation dure toute l'année scolaire suivante et les amants font « le doux rêve d'être à jamais l'un à l'autre ». En août 1859, Alexina quitte Sara pour aller revoir sa mère durant les vacances. À son retour, des rumeurs commencent à circuler au sujet de leur liaison.  
Alexina Barbin souffre alors de douleurs intenses à l'aine dues à la non-descente du testicule gauche. Un premier médecin l'ayant examiné en présence de la mère de son amante, s'abstient de dévoiler son secret. Finalement, Alexina Barbin avoue sa condition à l'évêque de La Rochelle et Saintes, Jean-François Landriot. Celui-ci lui demande l'autorisation de rompre le secret de la confession pour envoyer un médecin l'examiner. Lorsque le Dr Chesnet l'examine, en 1860, il se rend compte que, même si Alexina Barbin a un petit vagin fermé ainsi qu'une vulve et des grandes lèvres, il est physiquement de sexe masculin et possède un très petit pénis avec des testicules capables d'éjaculation nocturne. En termes médicaux, il s'agit d'un « pseudo hermaphrodisme masculin ». Alexina Barbin retourne alors dans la famille de Sara afin de prendre congé sans engendrer de scandale, tout en se gardant d'avouer à la mère de Sara la nature exacte de ses relations avec sa fille : « Le secret de notre amour devait mourir entre Dieu et moi. »
Alexina Barbin est âgée de 21 ans quand une décision juridique fait de lui officiellement un homme,. Il change son nom en celui d'Abel Barbin et le fait est mentionné dans la presse départementale et même parisienne, alimentant des commentaires odieux sur son ancienne amante. Il se voit condamné à la solitude : « Avoir une âme de feu et se dire : Jamais une vierge ne t'accordera les droits sacrés d'un époux. »
Abel Barbin s'installe à Paris où il vit dans la pauvreté et écrit ses mémoires, dans le cadre, pense-t-on, d'une thérapie. « Cette identité masculine qui lui est assignée, il la vit de fait comme une castration, sexuelle autant que sociale [...] De cette « dominante femelle » en laquelle il s'est psychiquement (et culturellement) construit, on le prive en ne l'assujettissant qu'à sa dominante mâle et en méconnaissant sa vraie mixité. »
En mars 1868, le concierge de la maison où il habite, rue de l'École-de-Médecine, le découvre mort chez lui. Il s'est suicidé au gaz d'éclairage. On retrouve ses mémoires à côté du lit.
Abel Barbin est inhumé au cimetière du Montparnasse, le 15 mars 1868, dans une fosse commune.

## Mémoires et commentaires modernes
Le Dr Regnier signale le décès, récupère les mémoires et pratique l'autopsie. Plus tard, il remet ces mémoires à Auguste Ambroise Tardieu qui en publie des extraits en 1874 sous le titre « Histoire d'Alexina B. » dans Question médico-légale de l'identité dans ses rapports avec les vices de conformation des organes sexuels, traduits en anglais en 1980. Le manuscrit original est perdu.
Écrit à la première personne, le récit désigne le narrateur sous le nom de « Camille », qui est un prénom épicène pouvant s'appliquer aussi bien à un homme qu'à une femme. Camille commence à rédiger son récit à l'âge de 25 ans et raconte ses souvenirs depuis sa plus tendre enfance, quand sa mère le confie à un orphelinat à l'âge de sept ans. 
Ces mémoires sont « comme une descente progressive aux enfers. Dès la première phrase, la destinée de mort est là : « J'ai vingt-cinq ans, et, quoique jeune encore, j'approche à n'en point douter, du terme fatal de mon existence. ». » L'auteur se sent à la fois rejeté du monde normal et exclu de la langue : « Doit-elle accorder un adjectif ou un participe, chaque fois le choix problématique du féminin ou du masculin est souligné par des caractères italiques. »
Mes Souvenirs est un texte difficile à classer : il peut être considéré comme un document, mais contient également un ton littéraire évident, nourri des abondantes lectures effectuées par une personne très douée : figures de styles, expression lyrique du désir, comparaisons de lui-même avec un monstre ou un ange et art de conter et mettre en scène les événements, notamment celui de sa peur face à l'orage.

## Postérité et adaptations
Mes Souvenirs de Barbin a inspiré le personnage central du roman d'Armand Dubarry, L'hermaphrodite (1897), puis de façon plus explicite A scandal at the convent (1893) d'Oscar Panizza. 
L. von Neugebauer parle de son cas en 1908 dans son inventaire des hermaphrodites dans l'histoire.
En 1978, Michel Foucault redécouvre les mémoires dans le département français de l'Hygiène publique et les réédite sous le titre Herculine Barbin dite Alexina B.. Judith Butler se réfère aux travaux de Foucault et à ces mémoires dans Troubles dans le genre. 
Cette histoire inspire le film Mystère Alexina en 1984.  
En 1986, Barbin apparaît comme un personnage de la pièce A Mouthful of Birds de Caryl Churchill. 
Barbin apparaît également dans la pièce Gender Outlaws de Kate Bornstein (1995).
En 2002, Jeffrey Eugenides raconte dans Middlesex « les aventures d'une jeune fille, Cal, qui se découvre peu à peu hermaphrodite »,
En 2022, une pièce de théâtre retrace sa courte vie. Elle est jouée à Bordeaux par le théâtre national de Bordeaux en Aquitaine.
En 2023, l'opéra Alexina B. a sa première au Gran Teatre del Liceu, avec musique de Raquel García-Tomás et livret d'Irène Gayraud.